# Planetoida klasy A
Planetoida klasy A – rzadki typ planetoid o czerwonej barwie powierzchni i albedo pomiędzy 0,13 a 0,35.
Podczerwone widmo tych obiektów sugeruje, że są bogate w oliwiny. Przykładowe planetoidy tego typu to (246) Asporina (średnica 70 km) i (446) Aeternitas (średnica 52 km).